# Église Saint-Dominique de Matera
L’église Saint-Dominique de Matera (en italien : chiesa di San Domenico) est un édifice religieux de style roman, partie d'un monastère du XIIIe siècle, situé au centre de la Piazza Vittorio Veneto, dans la ville de Matera, en Basilicate.

## Histoire
Le complexe monastique de San Domenico remonte à l'établissement de l'ordre des Pères prédicateurs en 1230 par le bienheureux Nicola Paglia da Giovinazzo.
La structure d'origine du XIIIe siècle est évidente à l'extérieur de l'église, à l'exception de la façade reconstruite dans le style roman.

## Architecture
La façade est caractérisée par des arcades aveugles et des pilastres, qui se trouvent également sur le mur latéral. La rosace a un chien au centre avec une torche dans sa bouche, symbole de l'ordre dominicain.
L'intérieur a une disposition en croix latine avec trois nefs. Au-dessus de l'entrée se trouve un orgue du XVIIe siècle. La nef droite abrite une série d'œuvres et la chapelle octogonale de la Madonna del Rosario. La nef gauche abrite également une série d'œuvres et les vestiges de la porte qui donnait accès au couvent.